# Horace Grant
Horace Junior Grant (Augusta, Georgia, 4 de julio de 1965) es un exjugador de baloncesto estadounidense que disputó 17 temporadas en la NBA. Con 2,08 metros de altura, jugaba en la posición de ala-pívot. Fue cuatro veces campeón de la NBA, y es hermano gemelo de Harvey Grant, que también jugó como profesional. Sus sobrinos, hijos de Harvey, Jerami, Jerian y Jerai también son jugadores de baloncesto profesional.

## Trayectoria deportiva

### Universidad
Grant jugó durante 4 años con los Tigers de la Universidad de Clemson, en donde promedió 13,9 puntos y 8 rebotes, con una última temporada en la que obtuvo unos magníficos números de 21 puntos y 9,6 rebotes, que le convirtieron en el Baloncestista del Año de la Atlantic Coast Conference, y que permitió que muchos ojeadores profesionales se fijaran en él.

### Profesional

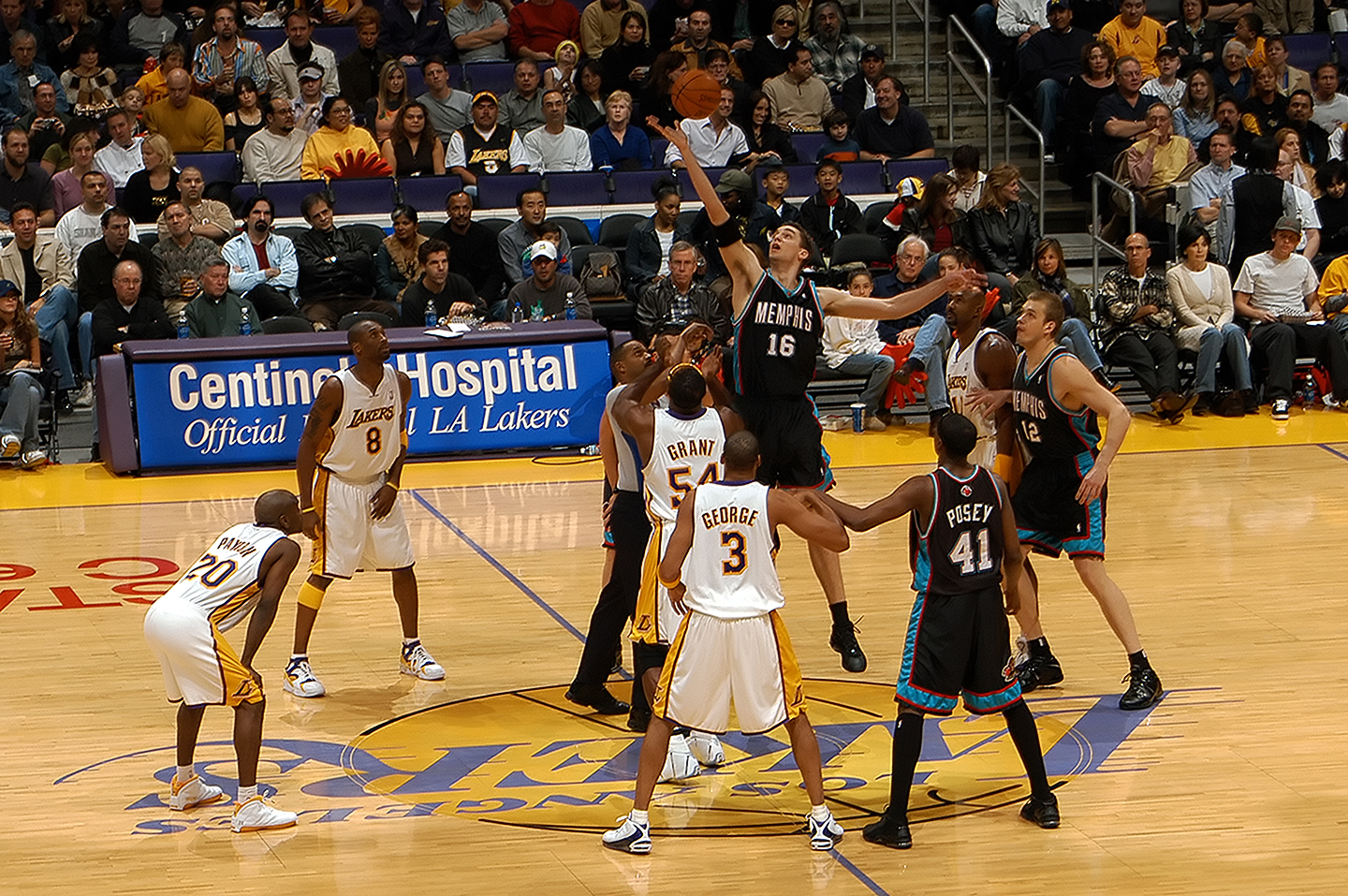
Grant en un salto inicial con los Lakers en 2003.

Finalmente fue Chicago Bulls quien lo eligió en la décima posición del Draft de 1987, donde, tras una primera temporada de acoplamiento al equipo, enseguida se convirtió en el acompañante de Scottie Pippen como pareja de aleros de un equipo que, junto a John Paxson, Michael Jordan y Bill Cartwright se convirtió en uno de los 10 mejores equipos de la historia de la NBA, ganando 3 anillos de campeón entre 1991 y 1993.
Tras la retirada de Jordan en 1993, Grant se convirtió en el segundo eje más importante del equipo, tras Pippen. Pero al finalizar esa temporada, decidió fichar como agente libre por el joven y emergente equipo de Orlando Magic, liderado por dos jóvenes estrellas: Shaquille O'Neal y  Anfernee 'Penny' Hardaway. Grant aportó experiencia al equipo, y ayudó a llegar a la final de la NBA de 1995, donde fueron barridos por unos más experimentados Houston Rockets. Estuvo 5 años en Florida, hasta que en 1999 fuese traspasado a Seattle Supersonics.
Después de un año en los Sonics, se vio envuelto en un traspaso a tres bandas, en el cual Glen Rice, de los Lakers era enviado a Nueva York, Patrick Ewing viajaba a Seattle, y Grant acababa en el vigente campeón, los Lakers. Ayudó a ganar un segundo campeonato consecutivo en 2001, pero en la postemporada decidió regresar a los Magic. Grant fue cortado por su equipo al año siguiente, tras ser denominado por su entonces entrenador Doc Rivers un cáncer para el equipo. Tras jugar tan solo 5 partidos esa temporada, a la siguiente, ya con 38 años, regresó a Los Ángeles, donde jugó su última temporada.
En 17 años como profesional promedió 11,2 puntos y 8,2 rebotes por partido.

## Estadísticas de su carrera en la NBA
|  | Denota temporada en la que ganó un Campeonato de la NBA |

### Temporada regular
| Año      | Equipo       | PJ   | PT   | MPP  | %TC  | %3P  | %TL  | RPP  | APP | ROB | TPP | PPP  |
| -------- | ------------ | ---- | ---- | ---- | ---- | ---- | ---- | ---- | --- | --- | --- | ---- |
| 1987-88  | Chicago      | 81   | 6    | 22.6 | .501 | .000 | .626 | 5.5  | 1.1 | .6  | .7  | 7.7  |
| 1988-89  | Chicago      | 79   | 79   | 35.6 | .519 | .000 | .704 | 8.6  | 2.1 | 1.1 | .8  | 12.0 |
| 1989-90  | Chicago      | 80   | 80   | 34.4 | .523 | –    | .699 | 7.9  | 2.8 | 1.2 | 1.1 | 13.4 |
| 1990-91  | Chicago      | 78   | 76   | 33.9 | .547 | .167 | .711 | 8.4  | 2.3 | 1.2 | .9  | 12.8 |
| 1991-92  | Chicago      | 81   | 81   | 35.3 | .578 | .000 | .741 | 10.0 | 2.7 | 1.2 | 1.6 | 14.2 |
| 1992-93  | Chicago      | 77   | 77   | 35.6 | .508 | .200 | .619 | 9.5  | 2.6 | 1.2 | 1.2 | 13.2 |
| 1993-94  | Chicago      | 70   | 69   | 36.7 | .524 | .000 | .596 | 11.0 | 3.4 | 1.1 | 1.2 | 15.1 |
| 1994-95  | Orlando      | 74   | 74   | 36.4 | .567 | .000 | .692 | 9.7  | 2.3 | 1.0 | 1.2 | 12.8 |
| 1995-96  | Orlando      | 63   | 62   | 36.3 | .513 | .167 | .734 | 9.2  | 2.7 | 1.0 | 1.2 | 13.4 |
| 1996-97  | Orlando      | 67   | 67   | 37.3 | .515 | .167 | .715 | 9.0  | 2.4 | 1.5 | 1.0 | 12.6 |
| 1997-98  | Orlando      | 76   | 76   | 36.9 | .459 | .000 | .678 | 8.1  | 2.3 | 1.1 | 1.0 | 12.1 |
| 1998-99  | Orlando      | 50   | 50   | 33.2 | .434 | .000 | .671 | 7.0  | 1.8 | .9  | 1.2 | 8.9  |
| 1999-00  | Seattle      | 76   | 76   | 35.4 | .444 | .000 | .721 | 7.8  | 2.5 | .7  | .8  | 8.1  |
| 2000-01  | L.A. Lakers  | 77   | 77   | 31.0 | .462 | .000 | .775 | 7.1  | 1.6 | .7  | .8  | 8.5  |
| 2001-02  | Orlando      | 76   | 76   | 29.1 | .513 | –    | .721 | 6.3  | 1.4 | .8  | .6  | 8.0  |
| 2002-03  | Orlando      | 5    | 1    | 17.0 | .520 | –    |      | 1.6  | 1.4 | .6  | .0  | 5.2  |
| 2003-04  | L. A. Lakers | 55   | 10   | 20.1 | .411 | .000 | .722 | 4.2  | 1.3 | .4  | .4  | 4.1  |
| Total    | Total        | 1165 | 1037 | 33.2 | .509 | .063 | .692 | 8.1  | 2.2 | 1.0 | 1.0 | 11.2 |
| All-Star | All-Star     | 1    | 0    | 17.0 | .250 | –    |      | 8.0  | 2.0 | 1.0 | 2.0 | 4.0  |

### Playoffs
| Año   | Equipo      | PJ  | PT  | MPP  | %TC  | %3P   | %TL   | RPP  | APP | ROB | TPP | PPP  |
| ----- | ----------- | --- | --- | ---- | ---- | ----- | ----- | ---- | --- | --- | --- | ---- |
| 1988  | Chicago     | 10  | 0   | 29.9 | .568 | .000  | .600  | 7.0  | 1.6 | 1.4 | .2  | 10.1 |
| 1989  | Chicago     | 17  | 17  | 36.8 | .518 | –     | .800  | 9.8  | 2.1 | .6  | .9  | 10.8 |
| 1990  | Chicago     | 16  | 16  | 38.5 | .509 | .000  | .623  | 9.9  | 2.5 | 1.1 | 1.1 | 12.2 |
| 1991  | Chicago     | 17  | 17  | 39.2 | .583 | –     | .733  | 8.1  | 2.2 | .9  | .4  | 13.3 |
| 1992  | Chicago     | 22  | 22  | 38.9 | .541 | .000  | .671  | 8.8  | 3.0 | 1.1 | 1.8 | 11.3 |
| 1993  | Chicago     | 19  | 19  | 34.3 | .546 | –     | .685  | 8.2  | 2.3 | 1.2 | 1.2 | 10.7 |
| 1994  | Chicago     | 10  | 10  | 39.3 | .542 | 1.000 | .738  | 7.4  | 2.6 | 1.0 | 1.8 | 16.2 |
| 1995  | Orlando     | 21  | 21  | 41.4 | .540 | .000  | .763  | 10.4 | 1.9 | 1.0 | 1.1 | 13.7 |
| 1996  | Orlando     | 9   | 9   | 37.1 | .649 | –     | .867  | 10.4 | 1.4 | .8  | .7  | 15.0 |
| 1999  | Orlando     | 4   | 4   | 32.0 | .367 | –     | .625  | 7.0  | 1.3 | .5  | .5  | 6.8  |
| 2000  | Seattle     | 5   | 5   | 37.0 | .407 | –     | .500  | 6.2  | 2.0 | 1.6 | 1.0 | 4.8  |
| 2001  | L.A. Lakers | 16  | 16  | 26.4 | .385 | –     | .733  | 6.0  | 1.2 | .9  | .8  | 6.0  |
| 2002  | Orlando     | 4   | 4   | 31.8 | .364 | –     | 1.000 | 7.8  | 2.3 | .8  | .3  | 4.5  |
| Total | Total       | 170 | 160 | 36.3 | .530 | .125  | .714  | 8.6  | 2.1 | 1.0 | 1.0 | 11.2 |

## Vida personal
El hermano gemelo de Grant, Harvey Grant (n. 1965), que también jugó en la NBA, principalmente para los Washington Bullets a principio de los 90.
Tres de los sobrinos de Grant son también jugadores de baloncesto: Jerai Grant (n. 1989) jugó al baloncesto universitario en la Universidad de Clemson y también jugó en Europa; Jerian Grant (n. 1992) jugó en el equipo de baloncesto de la Universidad de Notre Dame, los Fighting Irish y más tarde en la NBA; y Jerami Grant (n. 1994) jugó en el equipo de baloncesto de la Universidad de Siracusa los Syracuse Orange y también en la NBA.